# 임승준
임승준(1988년 7월 7일 ~ )은 대한민국의 배우이자 모델이다.

## 학력
- 서울예술대학교 연기과 학사

## 출연작

### 영화
- 《인싸》 (2021년) - 민중 역
- 《조선주먹》 (2020년) - 박철호 역
- 《천승: 극강의 싸움꾼》 (2019년) - 천승 역
- 《내안의 그놈》 (2019년) - 저택경호원 2 역
- 《영원한 뱀파이어》 (2016년) - 뱀파이어 헌터 역
- 《강남 1970》 (2015년) - 무덤가 명동파 역

### 드라마 & 시트콤
- 《백일의 낭군님》 (tvN, 2018년) - 범이 역
- 《투깝스》 (MBC, 2018년)
- 《레전드히어로 삼국전》 (EBS1, 2016년) - 손책 역 (유행어 : 한 판 붙자~!!)
- 《힐러》 (KBS2, 2015년) - 윤발 역
- 《성장드라마 반올림 3》 (KBS2, 2006년)
- 《거침없이 하이킥!》 (MBC, 2006년)

### 방송
- 《기적의 오디션》 (2011년, SBS)